# Carl Friedrich Hanckes
Carl Friedrich Hanckes (* 21. Oktober 1829 in Lehe; † 16. November 1891 in Bremerhaven) war ein deutscher Wasserbauingenieur und Baubeamter, der als Hafenbaudirektor in Bremerhaven wirkte.

## Biografie
Hanckes war der Sohn des Ziegeleibesitzers Hinrich Hanckes und dessen Ehefrau Anna Margaretha Hanckes geb. Behling. Er absolvierte eine höhere Schule und anschließend das Polytechnikum Hannover. Nach seinem Studium war er seit Anfang der 1850er Jahre in der Hafenbaubehörde in Bremerhaven tätig. Nach dem Staatsexamen wurde er im Jahre 1863 zum Baukondukteur 1.Klasse ernannt. Er war beteiligt an der Vergrößerung des von Jacobus Johannes van Ronzelen geplanten Neuen Hafens und am Ausbau der Kanalisation in Bremerhaven. 1864/65 wurde er Planer und Bauleiter für das Trockendock der Firma Ulrich an der Geeste. 1870/71 schuf er die Pläne für das alte Doppeltrockendock für den Norddeutschen Lloyd (heute Gustav W. Rogge) in Bremerhaven.
Nach dem Tod van Ronzelens wurde Hanckes 1869 Wasserbauinspektor und 1872 Baurat sowie Leiter der Hafenbaudirektion. Von 1872 bis 1876 hatte er die oberste Bauleitung beim Bau des Kaiserhafens I mit der kleinen Kaiserschleuse und der erhaltenen alten Drehbrücke zwischen Kaiserhafen und Neuem Hafen. Er bereitete danach auch den Bau des Kaiserhafens II vor.
Am 23. August 1878 erhielt Hanckes den Auftrag, einen Entwurf für den geplanten Leuchtturm Roter Sand zu erstellen. Der von ihm vorgelegte Plan sah ein Bauwerk vor, dessen Fundament mit einem Caisson unter Wasser erstellt werden sollte. Der Leuchtturm war das weltweit erste auf dem Meeresgrund errichtete Bauwerk und wurde 1885 fertiggestellt. Er ist seit 2010 ein Historisches Wahrzeichen der Ingenieurbaukunst in Deutschland.
Von 1897 bis 1899 folgten die Baumaßnahmen für die Seezeichen Meyers Legde und Eversand sowie die Erweiterung des Kaiserhafens I, der großen Kaiserschleuse und des Kaiserdocks I.
Seine Grabstätte liegt auf dem Bremerhavener Friedhof in Wulsdorf.